# Agoliinus congregatus
Agoliinus congregatus är en skalbaggsart som beskrevs av Mannerheim 1853. Agoliinus congregatus ingår i släktet Agoliinus och familjen Aphodiidae. Inga underarter finns listade i Catalogue of Life.